# Briza media
Los corazones  (Briza media) es una especie de planta herbácea perteneciente a  la familia de las poáceas. Es originaria de Europa.

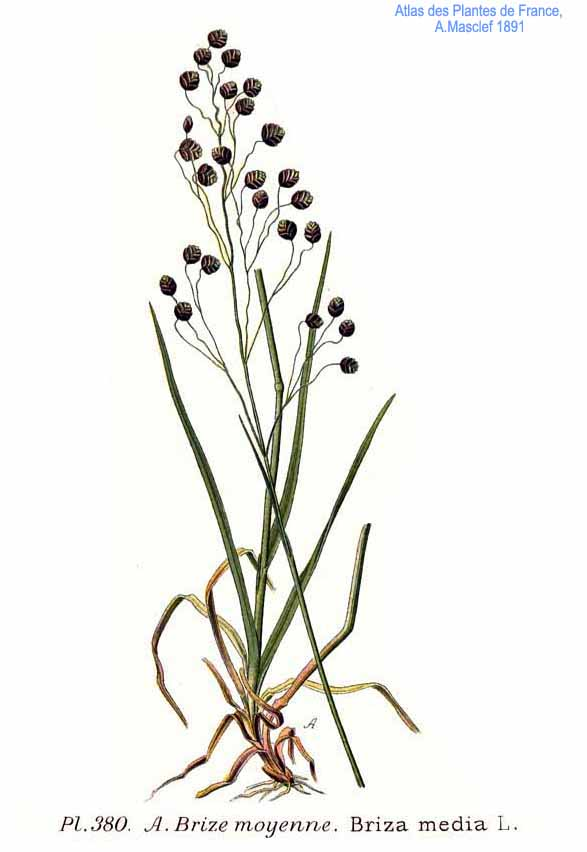
Ilustración

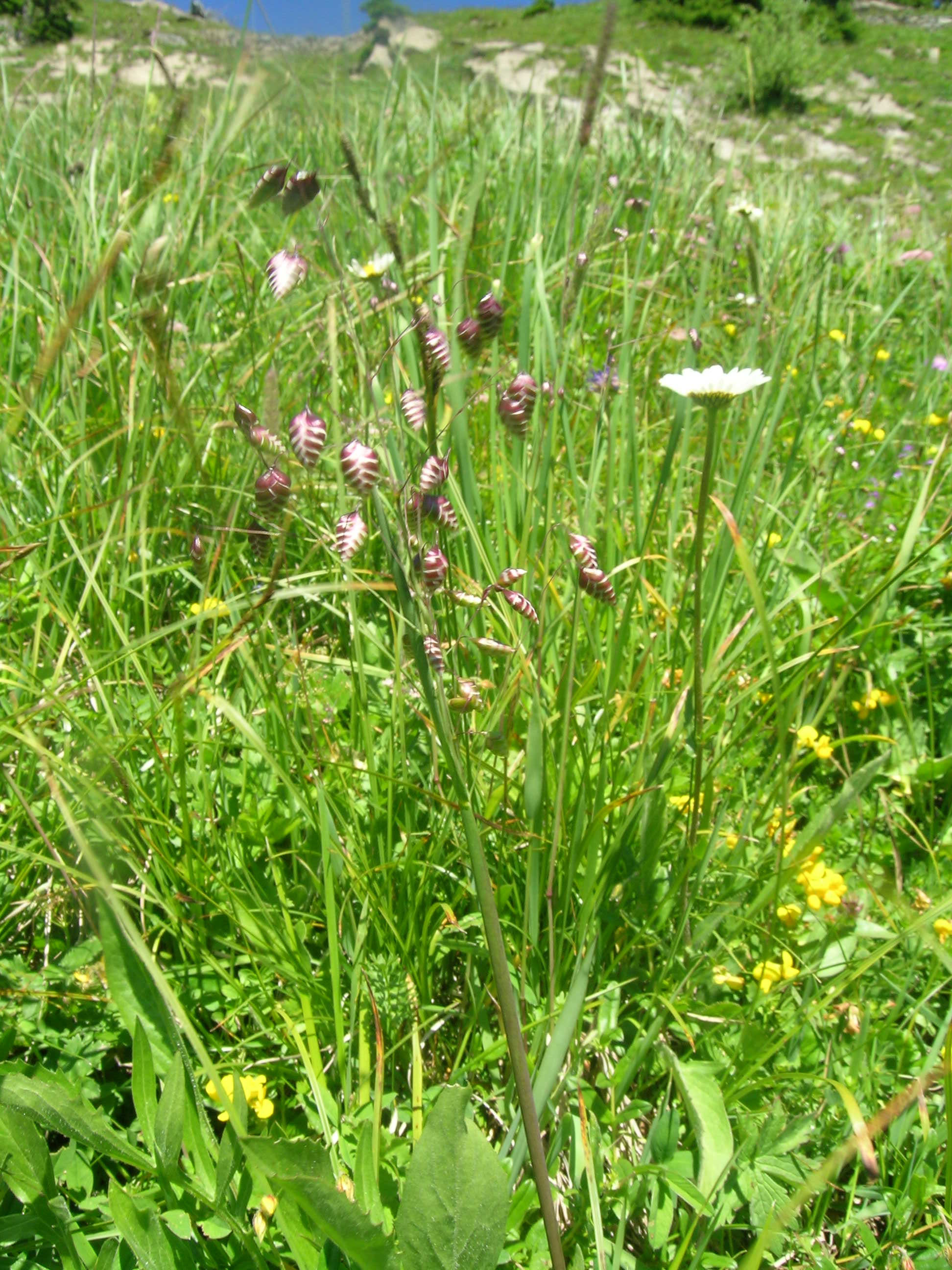
Vista de la planta en su hábitat

## Caracteres
Hierba perenne, glabra o casi. Tallos foliosos, que alcanzan con frecuencia 40 o 50 cm de altura. Hojas lineares, envainantes, más o menos planas, de 2-7 mm de anchura. Flores en panícula de espiguillas pediceladas, multifloras, colgantes, más o menos acorazonadas, frecuentemente teñidas de púrpura, de hasta 10 (-12) mm de longitud, glumas suborbiculares; lemas parecidas a las glumas, sin arista. Fruto en cariopsis más o menos plano-cóncavo. Florece desde primavera y hasta el verano.

## Hábitat
Frecuente en prados de siega.

## Distribución
Se distribuye por Europa

## Taxonomía
Briza media fue descrita por Carlos Linneo y publicado en Species Plantarum 1: 70. 1753.
Etimología
Briza: nombre genérico que se refiere a que las más leves brisas de aire mueven sus inflorescencias con un temblor.
media: epíteto latíno que significa "intermedio"
Sinonimia
- Poa media (L.) Cav.[5]
- Briza australis Prokudin
- Briza elatior Sibth. & Sm.
- Briza intermedia Samp.[6]
- Briza anceps L. ex Munro
- Briza lutescens Foucault
- Briza pauciflora Schur
- Briza pilosa Schur
- Briza serotina (H.C.Hall) Dumort.
- Briza tremula Lam.
- Briza viridis Pall. ex Steud.
- Poa media (L.) Cav.[7][8]

## Nombres comunes
- Castellano: briza menor, cedacillo, cedacillo de España con tembladeras, cedacillos pintados, corazones, grama trémula, hierba del aire, lágrimas de San José, lágrimas de San Pedro, legañas, tembladeras.[6]